# Der Kuß (Oper)
Der Kuß (tschechisch Hubička) ist eine Oper in zwei Akten von Bedřich Smetana. Das Libretto wurde von Eliška Krásnohorská nach der Erzählung von Karolína Světlá verfasst. Die Uraufführung des Werks fand am 7. November 1876 in Prag am Prozatímní divadlo (Interimstheater) statt. Die erste Martinka war dabei Marie Cachová.

## Handlung

### Erster Akt
Lukášs Frau ist vor kurzem gestorben, aber er hat schon wieder eine Frau im Auge. Daher sendet er seinen Schwager Tomeš zu Vendulka, in die er schon vor seiner Hochzeit verliebt war. Obwohl Vendulkas Vater bezweifelt, dass die beiden Dickschädel als Paar harmonieren würden, stellt er sich der Verbindung nicht in den Weg. 
Aus Respekt für die verstorbene Frau, deren Kind sie liebevoll annehmen möchte, will Vendulka ihn nicht küssen, denn dies sei erst nach ihrer Hochzeit möglich. Lukáš zeigt dafür kein Verständnis, und Vendulka verweigert jedes Entgegenkommen. So scheitert die Verlobung, und er begibt sich wütend in die Dorfkneipe. Mit einigen Musikern kommt er zurück und um sie zu ärgern, küsst er auch noch eine andere. Um dieser Schande zu entfliehen, folgt sie dem Rat Martinkas, sich den Schmugglern anzuschließen. 

### Zweiter Akt
Lukáš lässt nicht locker und geht ihr nach. Tomeš überredet ihn zu einer Verzeihung. Vendulka lässt sich von Matouš, dem Schmuggler-Chef, und Martinka überreden. Nun gibt es ein großes Versöhnungsfest – Vendulka will Lukáš küssen, aber jetzt widersetzt er sich. Er wollte aber nur sein Entgegenkommen zeigen, und einem Verlobungskuss steht nun nichts mehr im Wege.